# André Hajdu
André Hajdu (ungarisch András Hajdú; hebräisch אנדרה היידו; geboren am 5. März 1932 in Budapest, Ungarn; gestorben am 1. August 2016 in Tel Aviv, Israel) war ein israelischer Komponist, Pianist, Musikethnologe und Hochschullehrer ungarischer Herkunft.

## Leben
André Hajdu erlebte als Kind die Besetzung Ungarns durch Deutschland, die Internierung und die Ermordung der ungarischen Juden. Nur knapp entkam er dem Budapester Ghetto und überlebte so den Holocaust.
Nach dem Besuch einer christlichen Schule ging er 1949 an die Franz-Liszt-Musikakademie. Dort studierte er die Fächer Klavier bei György Kósa und Ernö Szegedi, Komposition bei Endre Szervánszky und Ferenc Szabó sowie Musikethnologie bei Zoltán Kodály. Während seiner Studien bei Kodály verbrachte Hajdu zwei Jahre bei ungarischen Roma, deren Lieder und Geschichten er aufzeichnete und sammelte. Im Rahmen dieser Arbeit komponierte er auf Texte von Miklós Radnóti ein Werk namens Gypsy Cantata, mit dem er 1955 beim International Youth Festival in Warschau einen ersten Preis gewann.
Nach der Niederschlagung des Ungarischen Volksaufstands 1956 floh Hajdu nach Frankreich. Dort lebte er von Filmmusik-Aufträgen und dirigierte Jugendchöre. Gleichzeitig setzte er seine Studien am Pariser Konservatorium bei Darius Milhaud und Olivier Messiaen fort. Er besuchte auch die Darmstädter Ferienkurse, blieb jedoch auf Distanz zur damals dominierenden seriellen Musik.
Danach ging er selbst in den Lehrberuf und unterrichtete von 1959 bis 1961 am Conservatoire national de musique de Tunis, das nach der Unabhängigkeit Tunesiens 1956 gegründet worden war. In dieser Zeit entstand das Klavierwerk Diary from Sidi-Bou-Saïd (1960) über das gleichnamige Künstlerdorf nahe der Hauptstadt.
Hajdu beschäftigte sich zunehmend mit seinen jüdischen Wurzeln, kehrte nach Frankreich zurück und emigrierte 1966 nach Israel. In Jerusalem schloss er sich dem Jewish Music Research Centre (JMRC) an, wo er zu den Themen Klezmer und Chassidische Musik forschte. Von 1966 bis 1991 lehrte er an der Rubin Academy of Music der Universität Tel Aviv, ab 1970 auch an der neugegründeten Fakultät für Musikwissenschaft an der Bar-Ilan-Universität, wo er den Fachbereich Komposition begründete und als Professor bis zu seinem Ruhestand tätig war. 1997 wurde er mit dem Israel-Preis ausgezeichnet. Zum Kreis seiner Studierenden im Fach Komposition zählten u. a. Mátti Kovler und Matan Porat.

## Schaffen
Sein kompositorisches Schaffen umfasst Opern, darunter die „Miniaturoper“ Ludus paschalis über jüdische und christliche Texte (1970) und The Story of Jonah (1985), ferner Orchesterwerke, darunter Instrumentalkonzerte, außerdem Kammer-, Chor- und Vokalmusik sowie Klaviermusik.
Seine Musiksprache wird als polystilistisch bezeichnet, teils noch tonal, teils aber auch freitonal. Es finden sich verschiedenste Einflüsse, einerseits aus der zeitgenössischen Musik, etwa aus dem Neoklassizismus der Groupe des Six, andererseits aus volksmusikalischen Quellen, u. a. aus der jüdischen Tradition, aus der Musik osteuropäischer Völker, darunter besonders auch der Roma. Sein Stil, so Hajdu, spiegle die Widersprüche im Werdegang seiner Person. In der Literatur wird seine Musiksprache häufig mit Eigenschaften wie Humor, Ironie und Wärme beschrieben. Dies schlägt sich auch in Werktiteln wie Sketches in Sentimental Mood (1976) oder Ouvertüre in der Form eines Drachens (1985) nieder.
Zu den Werken, die sich mit der jüdischen Tradition beschäftigen, zählen u. a. Tru'at Melekh: Rhapsody on Jewish Themes (1974) für Klarinette und Orchester, in Auftrag gegeben von dem Klezmer-Musiker Giora Feidman, oder das Oratorium Sueños en España/Dreams of Spain, uraufgeführt 1992 im Gedenken an die Vertreibung der Juden aus Spanien vor damals 500 Jahren.
Daneben schrieb Hajdu Werke auch außerhalb dieses jüdisch-christlichen Themenkomplexes. Dazu gehören insbesondere die Klavierkonzerte (1968, 1990). Einen weiteren Schwerpunkt seines Schaffens bilden pädagogische Werkzyklen wie The Milky Way (1975/76), fünf Bände mit Klavierstücken in verschiedenen Schwierigkeitsgraden.